# Curicó Unido
Club Deportivo Provincial Curicó Unido – chilijski klub piłkarski z siedzibą w mieście Curicó, położonym w regionie Maule (tzw. region VII). Klub znany na ogół jest pod nazwą Curicó Unido (co jest odpowiednikiem angielskiego Curicó United, lub po polsku Zjednoczeni Curicó). Istnieje również sekcja piłki nożnej kobiet oraz piłki halowej.

## Historia
Curicó Unido został założony 26 lutego 1973, a pierwszym prezesem klubu został Edmundo Rojas. Unido było czwartym klubem z miasta Curicó, który zagrał na poziomie profesjonalnym po Alianza de Curicó, FC Luis Cruz Martínez oraz Bádminton de Curicó. 
Głównymi lokalnymi rywalami klubu są CSD Rangers i CD Ñublense.

## Osiągnięcia
- Mistrz drugiej ligi (Primera B): 2008, 2016-17
- Mistrz trzeciej ligi (Tercera división chilena): 2005
- Copa de la Confraternidad (1): 1991